# Puntate di Melevisione (quarta stagione)
La quarta stagione di Melevisione venne trasmessa tra il 2001 e il 2002 ed è composta da 101 puntate regolari andate in onda dal lunedì al giovedì, a cui si aggiungono, per un totale di 127 puntate, le 26 puntate della rubrica Il diario di Tonio Cartonio trasmessa il venerdì, dove il folletto raccontava gli avvenimenti della settimana.

## Cast
| Personaggio        | Interprete                 |
| ------------------ | -------------------------- |
| Tonio Cartonio     | Danilo Bertazzi            |
| Fata Gaia          | Simona Grosso              |
| Strega Salamandra  | Roberta Triggiani          |
| Radio Gufo         | Guido Ruffa                |
| Lupo Lucio         | Guido Ruffa                |
| Principessa Odessa | Carlotta Jossetti          |
| Genio Abù Zazà     | Fabio Troiano              |
| Orco Rubio         | Giuseppe Loconsole         |
| Fata Lina          | Paola D'Arienzo            |
| Principe Giglio    | Enrico Dusio               |
| Balia Bea          | Licia Navarrini            |
| Nina Corteccia     | Marina Rocco               |
| Gnomo Ronfo        | Giancarlo Judica Cordiglia |
| Gnoma Linfa        | Olivia Manescalchi         |

## Episodi
Gli episodi evidenziati in giallo sono stati inclusi ne I Classici della Melevisione. Gli episodi evidenziati in azzurro appartengono alla rubrica Il diario di Tonio Cartonio.
| Nº tot. | Nº  | Prima TV ita     | Nome della puntata                             | Tema                        | Personaggi presenti | Canzone                                                                       |
| ------- | --- | ---------------- | ---------------------------------------------- | --------------------------- | --- | ----------------------------------------------------------------------------- |
| 1       | 1   | 5 novembre 2001  | Bibite squisite                                | Bibite                      | Tonio Cartonio, Genio Abù Zazà, Strega Salamandra                                                                                                   |                                                                               |
| 2       | 2   | 6 novembre 2001  | La terribile Baba Yaga                         | Partenza di Lampo           | Tonio Cartonio, Lupo Lucio, Gnomo Ronfo, Gnoma Linfa                                                                                                |                                                                               |
| 3       | 3   | 7 novembre 2001  | Carta t'incanterà                              | Carta                       | Tonio Cartonio, Strega Salamandra, Principessa Odessa                                                                                               | "Con la carta si può"                                                         |
| 4       | 4   | 8 novembre 2001  | La lanterna d'oro                              | Fiabe                       | Tonio Cartonio, Genio Abù Zazà, Lupo Lucio |                                                                               |
| 5       |     | 9 novembre 2001  | Il diario di Tonio Cartonio 1                  |                             | Tonio Cartonio |                                                                               |
| 6       | 5   | 12 novembre 2001 | Battaglia di paura                             | Paura                       | Tonio Cartonio, Strega Salamandra, Lupo Lucio, Principessa Odessa                                                                                   |                                                                               |
| 7       | 6   | 13 novembre 2001 | Città Laggiù                                   | Partenza di Eco             | Tonio Cartonio, Gnoma Linfa, Gnomo Ronfo, Genio Abù Zazà                                                                                            |                                                                               |
| 8       | 7   | 14 novembre 2001 | Casa mia, casa mia...                          | Abitazioni                  | Tonio Cartonio, Principessa Odessa, Lupo Lucio, Genio Abù Zazà                                                                                      | "Girotondo Casamondo"                                                         |
| 9       | 8   | 15 novembre 2001 | La sfida                                       | Orchi                       | Tonio Cartonio, Gnoma Linfa, Gnomo Ronfo, Orco Rubio, Strega Salamandra                                                                             |                                                                               |
| 10      |     | 16 novembre 2001 | Il diario di Tonio Cartonio 2                  |                             | Tonio Cartonio |                                                                               |
| 11      | 9   | 19 novembre 2001 | La missione di Fata Gaia                       | Partenza di Fata Gaia       | Tonio Cartonio, Gnomo Ronfo, Gnoma Linfa, Fata Gaia, Strega Salamandra                                                                              |                                                                               |
| 12      | 10  | 20 novembre 2001 | Il tesoro di Linfa                             | Poesia                      | Tonio Cartonio, Gnoma Linfa, Gnomo Ronfo, Lupo Lucio                                                                                                |                                                                               |
| 13      | 11  | 21 novembre 2001 | Acqua di fata                                  | Arrivo di Fata Lina         | Tonio Cartonio, Fata Lina, Strega Salamandra, Orco Rubio                                                                                            | "Le fate"                                                                     |
| 14      | 12  | 22 novembre 2001 | Occhi di smeraldo                              | Giocattoli                  | Tonio Cartonio, Principessa Odessa, Gnoma Linfa, Gnomo Ronfo                                                                                        |                                                                               |
| 15      |     | 23 novembre 2001 | Il diario di Tonio Cartonio 3                  |                             | Tonio Cartonio |                                                                               |
| 16      | 13  | 26 novembre 2001 | Mago Lupo                                      | Impegno                     | Tonio Cartonio, Fata Lina, Genio Abù Zazà, Lupo Lucio                                                                                               |                                                                               |
| 17      | 14  | 27 novembre 2001 | Specchio delle mie brame                       | Bellezza                    | Tonio Cartonio, Gnomo Ronfo, Gnoma Linfa, Strega Salamandra, Orco Rubio                                                                             |                                                                               |
| 18      | 15  | 28 novembre 2001 | Il Lupotauro                                   | Alimentazione               | Tonio Cartonio, Principessa Odessa, Lupo Lucio, Strega Salamandra                                                                                   | "Fame da lupi"                                                                |
| 19      | 16  | 29 novembre 2001 | Ninna nanna d'acqua                            | Fiumi                       | Tonio Cartonio, Gnomo Ronfo, Gnoma Linfa, Fata Lina                                                                                                 |                                                                               |
| 20      |     | 30 novembre 2001 | Il diario di Tonio Cartonio 4                  |                             | Tonio Cartonio |                                                                               |
| 21      | 17  | 3 dicembre 2001  | Bene come il sale                              | Zucchero / Sale             | Tonio Cartonio, Orco Rubio, Strega Salamandra, Fata Lina                                                                                            |                                                                               |
| 22      | 18  | 4 dicembre 2001  | L'eroe cacciamostri                            | Principi                    | Tonio Cartonio, Principessa Odessa, Principe Giglio, Orco Rubio                                                                                     | "Un principe davanti a te"                                                    |
| 23      | 19  | 6 dicembre 2001  | Il segreto della principessa                   | Invidia                     | Tonio, Gnoma Linfa, Gnomo Ronfo, Fata Lina, Genio Abù Zazà                                                                                          |                                                                               |
| 24      |     | 7 dicembre 2001  | Il diario di Tonio Cartonio 5                  |                             | Tonio Cartonio |                                                                               |
| 25      | 20  | 10 dicembre 2001 | La più bella del reame                         | Equivoci                    | Tonio Cartonio, Gnoma Linfa, Gnomo Ronfo, Principessa Odessa, Fata Lina                                                                             |                                                                               |
| 26      | 21  | 11 dicembre 2001 | La bacchetta che non c'è                       | Fiducia in sé               | Tonio Cartonio, Lupo Lucio, Fata Lina, Genio Abù Zazà                                                                                               |                                                                               |
| 27      | 22  | 12 dicembre 2001 | Il cavaliere senza macchia                     | Coraggio                    | Tonio Cartonio, Principe Giglio, Strega Salamandra, Fata Lina                                                                                       | "Visti dalla luna"                                                            |
| 28      | 23  | 13 dicembre 2001 | Gli eurolilleri                                | Soldi / Euro                | Tonio Cartonio, Lupo Lucio, Principessa Odessa, Gnoma Linfa, Gnomo Ronfo                                                                            |                                                                               |
| 29      |     | 14 dicembre 2001 | Il diario di Tonio Cartonio 6                  |                             | Tonio Cartonio |                                                                               |
| 30      | 24  | 17 dicembre 2001 | Destinazione Fantabosco                        | Topografia                  | Tonio Cartonio, Lupo Lucio, Principessa Odessa, Orco Rubio                                                                                          |                                                                               |
| 31      | 25  | 18 dicembre 2001 | Lo sguardo di Medusa                           | Meduse                      | Tonio Cartonio, Fata Lina, Strega Salamandra, Lupo Lucio                                                                                            |                                                                               |
| 32      | 26  | 19 dicembre 2001 | Girotondo d'amore                              | Amore                       | Tonio Cartonio, Principe Giglio, Principessa Odessa, Gnoma Linfa, Gnomo Ronfo                                                                       | "Girotondo d'amore"                                                           |
| 33      | 27  | 20 dicembre 2001 | Una strega dal cuore d'oro                     | Cattiveria                  | Tonio Cartonio, Gnoma Linfa, Gnomo Ronfo, Strega Salamandra, Fata Lina                                                                              |                                                                               |
| 34      |     | 21 dicembre 2001 | SuperDiario "Pizza da Orchi" 7                 |                             | |                                                                               |
| 35      | 28  | 24 dicembre 2001 | Zucchero di fata                               | Attesa                      | Tonio Cartonio, Strega Salamandra, Orco Rubio, Lupo Lucio                                                                                           |                                                                               |
| 36      | 29  | 25 dicembre 2001 | L'albero della pace                            | Natale                      | Tonio Cartonio, Gnoma Linfa, Gnomo Ronfo, Fata Lina, Principessa Odessa, Principe Giglio, Strega Salamandra, Lupo Lucio, Genio Abù Zazà, Orco Rubio | "È Natale"                                                                    |
| 37      | 30  | 26 dicembre 2001 | Il giusto regalo                               | Regali                      | Tonio Cartonio, Principe Giglio, Lupo Lucio, Principessa Odessa                                                                                     |                                                                               |
| 38      | 31  | 27 dicembre 2001 | Il sonno perduto                               | Sonno                       | Tonio Cartonio, Gnoma Linfa, Gnomo Ronfo, Fata Lina                                                                                                 |                                                                               |
| 39      |     | 28 dicembre 2001 | Il diario di Tonio Cartonio 8                  | Tonio Cartonio              | |                                                                               |
| 40      | 32  | 31 dicembre 2001 | I vasi magici                                  | Ultimo dell'anno            | Tonio Cartonio, Gnomo Ronfo, Gnoma Linfa |                                                                               |
| 41      | 33  | 1 gennaio 2002   | La scatola delle meraviglie                    | Primo dell'anno             | Tonio Cartonio, Gnoma Linfa, Gnomo Ronfo |                                                                               |
| 42      | 34  | 2 gennaio 2002   | Un giorno speciale                             | Compleanno                  | Tonio Cartonio, Genio Abù Zazà, Principessa Odessa, Gnomo Ronfo, Gnoma Linfa                                                                        | "Tanti auguri a te"                                                           |
| 43      | 35  | 3 gennaio 2002   | La voce del principe                           | Voce                        | Fata Lina, Principe Giglio, Lupo Lucio |                                                                               |
| 44      |     | 4 gennaio 2002   | Il diario di Tonio Cartonio 9                  |                             | Tonio Cartonio |                                                                               |
| 45      | 36  | 7 gennaio 2002   | Imbrogli da fata                               | Esami                       | Tonio Cartonio, Fata Lina, Principessa Odessa, Principe Giglio                                                                                      |                                                                               |
| 46      | 37  | 8 gennaio 2002   | Una polvere misteriosa                         | Cioccolato                  | Gnoma Linfa, Gnomo Ronfo, Strega Salamandra, Principessa Odessa                                                                                     |                                                                               |
| 47      | 38  | 9 gennaio 2002   | Il cuore del bosco                             | Alberi                      | Tonio Cartonio, Orco Rubio, Fata Lina, Genio Abù Zazà                                                                                               | "È l'orco, è l'orco"                                                          |
| 48      | 39  | 10 gennaio 2002  | Un cane da strega                              | Cani                        | Tonio Cartonio, Strega Salamandra, Lupo Lucio, Principessa Odessa                                                                                   |                                                                               |
| 49      |     | 11 gennaio 2002  | Il diario di Tonio Cartonio 10                 |                             | Tonio Cartonio |                                                                               |
| 50      | 40  | 14 gennaio 2002  | La conchiglia magica                           | Futuro                      | Tonio Cartonio, Principessa Odessa, Strega Salamandra, Lupo Lucio                                                                                   |                                                                               |
| 51      | 41  | 15 gennaio 2002  | L'orco poeta                                   | Corteggiamento              | Gnoma Linfa, Gnomo Ronfo, Orco Rubio, Strega Salamandra                                                                                             |                                                                               |
| 52      | 42  | 16 gennaio 2002  | Altri Tipiditappi                              | Sughero                     | Tonio Cartonio, Gnoma Linfa, Gnomo Ronfo, Lupo Lucio, Genio Abù Zazà                                                                                | "Tipiditappi"                                                                 |
| 53      | 43  | 17 gennaio 2002  | Profumo di gnomo                               | Igiene del corpo            | Tonio Cartonio, Lupo Lucio, Gnomo Ronfo, Gnoma Linfa, Principe Giglio                                                                               |                                                                               |
| 54      |     | 18 gennaio 2002  | Il diario di Tonio Cartonio 11                 |                             | Tonio Cartonio |                                                                               |
| 55      | 44  | 21 gennaio 2002  | Un orco sospetto                               | Sospetti                    | Gnoma Linfa, Gnomo Ronfo, Orco Rubio, Lupo Lucio |                                                                               |
| 56      | 45  | 22 gennaio 2002  | Il professor Lupo                              | Studio                      | Tonio Cartonio, Lupo Lucio, Fata Lina, Principessa Odessa                                                                                           |                                                                               |
| 57      | 46  | 23 gennaio 2002  | Denti di formaggio                             | Denti                       | Tonio Cartonio, Strega Salamandra, Lupo Lucio, Principessa Odessa                                                                                   |                                                                               |
| 58      | 47  | 24 gennaio 2002  | La missione di Tonio                           | Fiducia negli altri         | Tonio Cartonio, Gnoma Linfa, Gnomo Ronfo, Principessa Odessa, Orco Rubio                                                                            | "Io mi fido di te"                                                            |
| 59      |     | 25 gennaio 2002  | Il diario di Tonio Cartonio (con gli Gnomi) 12 |                             | Gnoma Linfa, Gnomo Rinfo |                                                                               |
| 60      | 48  | 28 gennaio 2002  | Il libro nero                                  | Libri di Magia              | Tonio Cartonio, Genio Abù Zazà, Fata Lina, Strega Salamandra                                                                                        |                                                                               |
| 61      | 49  | 29 gennaio 2002  | La fuga di Cappuccetto                         | Libri di avventura          | Tonio Cartonio, Gnoma Linfa, Gnomo Ronfo, Lupo Lucio, Principe Giglio                                                                               |                                                                               |
| 62      | 50  | 30 gennaio 2002  | La stanza di Barbablù                          | Libri di paura              | Tonio Cartonio, Lupo Lucio, Strega Salamandra, Orco Rubio                                                                                           |                                                                               |
| 63      | 51  | 31 gennaio 2002  | Il ritorno di Tonio                            | Tutti i libri               | Tonio Cartonio, Gnoma Linfa, Gnomo Ronfo, Principessa Odessa, Fata Lina                                                                             | "I libri non finiscono mai"                                                   |
| 64      |     | 1 febbraio 2002  | Il diario di Tonio Cartonio (con gli Gnomi) 13 |                             | Gnoma Linfa, Gnomo Ronfo |                                                                               |
| 65      | 52  | 11 febbraio 2002 | Un lupo sotto chiave                           | Chiavi                      | Gnoma Linfa, Gnomo Ronfo, Lupo Lucio, Orco Rubio |                                                                               |
| 66      | 53  | 12 febbraio 2002 | Gli stivali dell'orco                          | Oggetti di fiaba            | Fata Lina, Gnoma Linfa, Gnomo Ronfo, Orco Rubio |                                                                               |
| 67      | 54  | 13 febbraio 2002 | Il leprolone                                   | Doping                      | Gnoma Linfa, Gnomo Ronfo, Strega Salamandra, Lupo Lucio                                                                                             |                                                                               |
| 68      | 55  | 14 febbraio 2002 | I tre indovinelli                              | Indovinelli                 | Principe Giglio, Lupo Lucio, Strega Salamandra |                                                                               |
| 69      |     | 15 febbraio 2002 | Il diario di Tonio Cartonio 14                 |                             | Genio Abù Zazà, Lupo Lucio |                                                                               |
| 70      | 56  | 18 febbraio 2002 | Il saccheggio del chiosco                      | Piangere                    | Gnomo Ronfo, Gnoma Linfa, Strega Salamandra, Orco Rubio                                                                                             | "Piangerò forte"                                                              |
| 71      | 57  | 19 febbraio 2002 | Chi ha paura della pignaccola?                 | Arrivo Balia                | Tonio Cartonio, Principessa Odessa, Balia Bea, Strega Salamandra                                                                                    |                                                                               |
| 72      | 58  | 20 febbraio 2002 | Il rubino fatato                               | Pietre preziose             | Tonio Cartonio, Balia Bea, Principessa Odessa, Orco Rubio                                                                                           |                                                                               |
| 73      | 59  | 21 febbraio 2002 | La fata dei lupi                               | Fame                        | Balia Bea, Lupo Lucio, Principessa Odessa |                                                                               |
| 74      |     | 22 febbraio 2002 | Il diario di Tonio Cartonio 15                 |                             | Principessa Odessa |                                                                               |
| 75      | 60  | 25 febbraio 2002 | Una strega fra le nuvole                       | Nuvole                      | Balia Bea, Strega Salamandra, Principessa Odessa, Orco Rubio                                                                                        |                                                                               |
| 76      | 61  | 26 febbraio 2002 | Qualcosa per te                                | Altruismo                   | Tonio Cartonio, Balia Bea, Fata Lina, Genio Abù Zazà                                                                                                | "La pallinite"                                                                |
| 77      | 62  | 27 febbraio 2002 | Tra i due litiganti                            | Litigi                      | Balia Bea, Genio Abù Zazà, Orco Rubio, Strega Salamandra                                                                                            |                                                                               |
| 78      | 63  | 28 febbraio 2002 | I semi dell'erba voglio                        | Desideri                    | Balia Bea, Principessa Odessa, Strega Salamandra, Genio Abù Zazà                                                                                    |                                                                               |
| 79      |     | 1 marzo 2002     | Il diario di Tonio Cartonio 16                 |                             | Principessa Odessa |                                                                               |
| 80      | 64  | 4 marzo 2002     | Il pentolone magico                            | Magie                       | Balia Bea, Fata Lina, Strega Salamandra, Orco Rubio                                                                                                 |                                                                               |
| 81      | 65  | 5 marzo 2002     | La cattiva stella                              | Stelle                      | Balia Bea, Strega Salamandra, Fata Lina, Lupo Lucio                                                                                                 |                                                                               |
| 82      | 66  | 7 marzo 2002     | La statua di Odessa                            | Statue                      | Tonio Cartonio, Principessa Odessa, Principe Giglio, Balia Bea                                                                                      |                                                                               |
| 83      |     | 8 marzo 2002     | Il diario di Tonio Cartonio 17                 |                             | Genio Abù Zazà |                                                                               |
| 84      | 67  | 11 marzo 2002    | Aiutante cercasi                               | Arrivo della nuova folletta | Lupo Lucio, Balia Bea, Principessa Odessa, Nina Corteccia                                                                                           | "La canzone di Tonio"                                                         |
| 85      | 68  | 12 marzo 2002    | Il bene più prezioso                           | Acqua                       | Nina Corteccia, Fata Lina, Principe Giglio, Genio Abù Zazà                                                                                          |                                                                               |
| 86      | 69  | 13 marzo 2002    | Lo stagno vivente                              | Habitat                     | Nina Corteccia, Fata Lina, Genio Abù Zazà, Orco Rubio                                                                                               |                                                                               |
| 87      | 70  | 14 marzo 2002    | Una strega invisibile                          | Invisibilità                | Nina Corteccia, Lupo Lucio, Strega Salamandra, Genio Abù Zazà                                                                                       |                                                                               |
| 88      |     | 15 marzo 2002    | Il diario di Tonio Cartonio 18                 |                             | Nina Corteccia |                                                                               |
| 89      | 71  | 18 marzo 2002    | Ritorno al chiosco                             | Ritorno di Tonio            | Tonio Cartonio, Nina Corteccia, Strega Salamandra, Fata Lina                                                                                        | "Le pozzanghere"                                                              |
| 90      | 72  | 19 marzo 2002    | Un drago nei guai                              | Draghi                      | Tonio Cartonio, Principe Giglio, Lupo Lucio, Strega Salamandra                                                                                      |                                                                               |
| 91      | 73  | 20 marzo 2002    | L'ora del lupo                                 | Tempo                       | Tonio Cartonio, Lupo Lucio, Principessa Odessa, Principe Giglio                                                                                     |                                                                               |
| 92      | 74  | 21 marzo 2002    | Un coccodrillo al Fantabosco                   | Coccodrilli                 | Tonio Cartonio, Gnoma Linfa, Gnomo Ronfo, Lupo Lucio, Orco Rubio                                                                                    |                                                                               |
| 93      |     | 22 marzo 2002    | Il diario di Tonio Cartonio 19                 |                             | Tonio Cartonio |                                                                               |
| 94      | 75  | 25 marzo 2002    | Fantabosco da collezione                       | Collezionismo               | Tonio Cartonio, Strega Salamandra, Gnoma Linfa, Gnomo Ronfo, Principe Giglio                                                                        |                                                                               |
| 95      | 76  | 26 marzo 2002    | L'orco con gli stivali                         | Identità                    | Tonio Cartonio, Orco Rubio, Strega Salamandra, Principessa Odessa                                                                                   |                                                                               |
| 96      | 77  | 27 marzo 2002    | Bumbi freschi                                  | Bambini                     | Tonio Cartonio, Fata Lina, Orco Rubio, Lupo Lucio                                                                                                   | "Lo so io come sono i bambini!"                                               |
| 97      | 78  | 28 marzo 2002    | L'enigma di Re Quercia                         | Stati chimici               | Nina Corteccia, Principessa Odessa, Principe Giglio, Gnoma Linfa, Gnomo Ronfo                                                                       |                                                                               |
| 98      |     | 29 marzo 2002    | Il diario di Tonio Cartonio 20                 |                             | Tonio Cartonio |                                                                               |
| 99      | 79  | 1 aprile 2002    | Il folletto che non ubbidì                     | Differenze Intercultura     | Tonio Cartonio, Gnoma Linfa, Gnomo Ronfo, Principessa Odessa, Balia Bea                                                                             |                                                                               |
| 100     | 80  | 2 aprile 2002    | Tana dolce tana                                | Ospitalità Intercultura     | Tonio Cartonio, Fata Lina, Strega Salamandra, Orco Rubio                                                                                            |                                                                               |
| 101     | 81  | 3 aprile 2002    | Una festa geniale                              | Cibi del mondo Intercultura | Nina Corteccia, Genio Abù Zazà, Orco Rubio, Fata Lina                                                                                               | "Il gusto del mondo"                                                          |
| 102     | 82  | 4 aprile 2002    | L'ultimo paga per tutti                        | Privilegi Intercultura      | Tonio Cartonio, Lupo Lucio, Gnoma Linfa, Gnomo Ronfo, Fata Lina                                                                                     |                                                                               |
| 103     |     | 5 aprile 2002    | Il diario di Tonio Cartonio 21                 | Intercultura                | Tonio Cartonio |                                                                               |
| 104     | 83  | 8 aprile 2002    | Dondola dondola cantilena                      | Filastrocche                | Tonio Cartonio, Lupo Lucio, Fata Lina, Principessa Odessa                                                                                           |                                                                               |
| 105     | 84  | 9 aprile 2002    | Una fata d'acqua dolce                         | Pesci                       | Nina Corteccia, Lupo Lucio, Fata Lina, Principe Giglio                                                                                              | "Quando arriva la balena"                                                     |
| 106     | 85  | 10 aprile 2002   | L'albero della cuccagna                        | Riti e tradizioni           | Tonio Cartonio, Lupo Lucio, Balia Bea, Orco Rubio                                                                                                   |                                                                               |
| 107     | 86  | 11 aprile 2002   | Principessa Sì e No                            | Sì e no                     | Tonio Cartonio, Principessa Odessa, Strega Salamandra, Lupo Lucio                                                                                   |                                                                               |
| 108     |     | 12 aprile 2002   | Il diario di Tonio Cartonio 22                 |                             | Tonio Cartonio |                                                                               |
| 109     | 87  | 15 aprile 2002   | I re dei giochi                                | Giocare e fingere           | Tonio Cartonio, Genio Abù Zazà, Principessa Odessa, Principe Giglio                                                                                 |                                                                               |
| 110     | 88  | 16 aprile 2002   | Il vestito nuovo della strega                  | Vestiti                     | Tonio Cartonio, Strega Salamandra, Genio Abù Zazà, Gnomo Ronfo, Gnoma Linfa                                                                         | "Rap dei vestiti"                                                             |
| 111     | 89  | 17 aprile 2002   | La gallina dalle uova d'oro                    | Uova                        | Tonio Cartonio, Genio Abù Zazà, Principessa Odessa, Orco Rubio                                                                                      |                                                                               |
| 112     | 90  | 18 aprile 2002   | Paura striccagnoma                             | Paura di deludere           | Tonio Cartonio, Gnoma Linfa, Gnomo Ronfo, Lupo Lucio, Genio Abù Zazà                                                                                |                                                                               |
| 113     |     | 19 aprile 2002   | Il diario di Tonio Cartonio 23                 |                             | Tonio Cartonio |                                                                               |
| 114     | 91  | 22 aprile 2002   | Il cavaliere dell'anno                         | Ruoli                       | Tonio Cartonio, Orco Rubio, Principessa Odessa, Principe Giglio                                                                                     |                                                                               |
| 115     | 92  | 23 aprile 2002   | Storia di Bea                                  | Buon senso                  | Tonio Cartonio, Balia Bea, Gnomo Ronfo, Gnoma Linfa, Fata Lina                                                                                      |                                                                               |
| 116     | 93  | 24 aprile 2002   | Specchietto per allodole                       | Sopravvivenza               | Tonio Cartonio, Genio Abù Zazà, Lupo Lucio, Orco Rubio                                                                                              | "Segui il lupo"                                                               |
| 117     | 94  | 25 aprile 2002   | Super Diario: Una strega per amica             | Streghe                     | Tonio Cartonio, Strega Salamandra |                                                                               |
| 118     |     | 26 aprile 2002   | Il diario di Tonio Cartonio 24                 |                             | Tonio Cartonio |                                                                               |
| 119     | 95  | 29 aprile 2002   | Le scarpette incantate                         | Danza                       | Tonio Cartonio, Principessa Odessa, Genio Abù Zazà, Lupo Lucio                                                                                      | "Il ballo del melastico" e "Il ballo del cobrillo" (diminuzione della durata) |
| 120     | 96  | 30 aprile 2002   | La luna di miele                               | Api e miele                 | Tonio Cartonio, Balia Bea, Strega Salamandra, Principe Giglio                                                                                       |                                                                               |
| 121     | 97  | 2 maggio 2002    | Una pericolosa pubblicità                      | Pubblicità                  | Tonio Cartonio, Strega Salamandra, Principessa Odessa, Fata Lina                                                                                    |                                                                               |
| 122     |     | 3 maggio 2002    | Il diario di Tonio Cartonio 25                 |                             | Tonio Cartonio |                                                                               |
| 123     | 98  | 6 maggio 2002    | Il castello di carte                           | Carte da gioco              | Nina Corteccia, Balia Bea, Fata Lina, Genio Abù Zazà                                                                                                |                                                                               |
| 124     | 99  | 7 maggio 2002    | La prima meraviglia                            | Architetture                | Tonio Cartonio, Strega Salamandra, Principessa Odessa, Gnoma Linfa, Gnomo Ronfo                                                                     |                                                                               |
| 125     | 100 | 8 maggio 2002    | L'ombra del noce                               | Ombre                       | Tonio Cartonio, Genio Abù Zazà, Strega Salamandra, Lupo Lucio                                                                                       | "Le ombre"                                                                    |
| 126     | 101 | 9 maggio 2002    | Un giorno da fratelli                          | Fratelli                    | Tonio Cartonio, Gnomo Ronfo, Gnoma Linfa, Genio Abù Zazà                                                                                            |                                                                               |
| 127     |     | 10 maggio 2002   | Il diario di Tonio Cartonio 26                 |                             | Tonio Cartonio |                                                                               |